# Međukoštana opna potkoljenice
Međukoštana opna potkoljenice (lat. membrana interossea cruris) je široka, vezivna ploča (međukoštana opna) razapeta između kostiju potkoljenice.
Vezivno tkivo povezuje međukoštane grebene goljenične kosti i lisne kosti.
Na gornjem i donjem dijelu opne postoje otvor kroz koji prolaze krvne žile, a s prednje i stražnje strane opne polaze mišići potkoljenice.